# 上村美揮
上村 美揮（うえむら みき、1986年3月6日 - ）は、日本の元体操選手。和歌山県有田市出身。朝日生命体操クラブ所属。藤村女子高等学校、立教女学院短期大学卒業。

## 経歴
- 小学校の校長先生の勧めで体操を始める。最初の手ほどきは世界選手権代表の寺尾直之に受け、小学校5年生のときに朝日生命体操クラブへ移籍。
- 2005年（平成17年） - 全日本選手権で初のタイトルを獲得。
- 2006年（平成18年） - カナダ国際においても個人総合優勝。同年の全日本では同じクラブ所属の鶴見虹子と同点ながら[1] 前年に続いての連覇を達成。さらにドーハで行われたアジア大会では、団体と種目別の平均台で銅メダルを獲得。日本人選手のアジア大会における女子体操個人種目でのメダル獲得は、1998年（平成10年）のバンコク大会で菅原リサが種目別ゆかで2大会連続の銅メダルを獲得した時以来となる。
- 2007年（平成19年）- 世界選手権での2008年北京オリンピック団体出場権獲得に貢献。全日本選手権では石坂真奈美、椋本啓子と同点で2位になったが、大会3連覇を逃した。
- 2008年（平成20年） - NHK杯個人総合で2位入賞を果たし、自身初めてとなるオリンピック代表に選出される。
- 2008年 - 2008年北京オリンピック団体総合5位入賞（日本チーム主将）
- 2009年（平成21年） - ジャパンカップ、世界選手権で主将を務め、ジャパンカップでは団体の銅メダル獲得に貢献。世界選手権では個人総合で22位。同年11月の全日本体操団体・種目別選手権を最後に引退。アメリカへ渡り、北京オリンピック女子個人総合金メダリストのナスティア・リューキンが所属するクラブでコーチ留学した[2]。
- コーチ留学終了後に帰国、テレビの体操中継の解説者として登場することも多い[3]。